# Glockenkonzert
Ein Glockenkonzert ist, anders als ein Glockenspiel, ein akustisches Vorstellen von Kirchenglocken durch Anschlagen oder freies Schwingen sowie einzeln als auch in Kombinationen (Motive).

## Ablauf
Im Normalfall findet ein Glockenkonzert vor oder zu einem besonderen Kirchenfest oder einem anderen festlichen Anlass statt. Regelmäßig veranstaltete, nicht an Festtagen stattfindende Glockenkonzerte kommen zudem beispielsweise im Glockenmuseum Stiftskirche Herrenberg vor. Dazu finden sich die Zuhörer um die Kirche, gelegentlich auch direkt in der Glockenstube, ein und können von Begleitblättern oder Fachleuten den Ablauf des Glockenkonzerts mit weiteren Informationen über die einzelnen Glocken sowie die vorgestellten Läutemotive erfahren. Je mehr Glocken in einem Kirchturm vorhanden sind, desto interessanter und umfangreicher wird ein Glockenkonzert. Meist werden alle Teilgeläute, die sich aus den vorhandenen Glocken bilden lassen und vorgestellt werden auch zu liturgischen Anlässen geläutet. Viele Pfarreien stellen mit dem Glockenkonzert auch gleichzeitig ihre liturgische Läuteordnung vor.
Begonnen wird häufig mit der jeweils kleinsten Glocke der Kirche solistisch. Darauf folgen im Regelfall die anderen Glocken meist von der Tonhöhe her absteigend ebenfalls solistisch, gefolgt von kleinen Teilgeläuten aus zwei Glocken, auch hier wiederum begonnen mit kleinen Glockenkombinationen. Es folgen immer größere Teilgeläute. Den Höhepunkt eines jeden Glockenkonzerts bildet das Plenum (Vollgeläute), das normalerweise, um es besonders zu vermitteln, aus der absoluten Stille heraus von der kleinsten bis zur größten Glocke ein- und dann auch wieder ausgeläutet wird.

## Beispiele
Die nach Anzahl der Glocken umfangreichsten Glockenkonzerte veranstaltet mit 18 Glocken des Hauptgeläuts, 11 Glocken des Zimbelgeläuts und 50 Glocken des Carillons jeden ersten Samstag im Monat das Glockenmuseum Stiftskirche Herrenberg in Herrenberg.
Das Glockenkonzert am Hildesheimer Dom, welches seit 2015 stattfindet, gehört zu den größten Glockenkonzerten in Norddeutschland.
Eines der bekanntesten Glockenkonzerte in Deutschland ist das des Liebfrauendomes in München zum Fest des Hl. Benno; zum ersten Mal abgehalten im Jahr 1997.
Aber auch andere Pfarreien, wie zum Beispiel St. Martinskirche in Landshut, St. Margaret in Markt Schwaben, Maria Schutz in München-Pasing, die Marienkirche in Offenbach am Main, St. Ägidius in Dietfurt an der Altmühl, Basilika St. Martin und Wallfahrtskirche Mariahilf in Amberg und Kirchen in Münster sowie Schorndorf veranstalteten im Laufe der letzten Jahre Glockenkonzerte.